# Ataenius aequatorialis
Ataenius aequatorialis är en skalbaggsart som beskrevs av Rudolph Petrovitz 1961. Ataenius aequatorialis ingår i släktet Ataenius och familjen Aphodiidae. Inga underarter finns listade.